# Bodoň (hrad)
Bodoň je zřícenina hradu ve Slanských vrších.

## Charakteristika
Stopy po hrádku se nalézají na 868 m vysokém zalesněném vrchu severně od obce Tuhrina, která se nachází jihovýchodně od Prešova, na západních svazích Slanských vrchů.

## Dějiny
Dosud získané poznatky o historii hradu shrnuli ve své knize Švestka / Vallašek - Hrady a hrádky na Východním Slovensku: Comes Štefan v roce 1299 oznamuje, že Egíd a Andronik, Janovi synové, obsadili hrad zvaný Makovica (Mokoycha) patřící Budunovým synům u vesnice Puch, která patřila Egídovi a Andronikovi.
B. Varsik, který hradu věnoval značnou pozornost, se domnívá, že hrad vybudoval Budun z Ploského, a proto vzniklo i pojmenování hradu Budun (Bodonvára). Po vpádu Tatarů do oblasti dolního toku Torysy v roce 1285 ho v roce 1285 jako refugium pro svou rodinu postavil Budun a po značném poškození, které bylo konstatováno v soudním rozsudku z roku 1299, ho již Budunovi synové neobnovili. Hrad by tedy podle toho existoval jen jedno desetiletí.
Koncem 13. století Ploské a celé oblast potoka Brestová a jeho přítoků patřila Budunovi a jeho synům. Původní majetky byly rozděleny po roce 1320, kdy synové budují kurie na svých rodinných podílech.
Král Zikmund Lucemburský daroval v roce 1435 pod titulem nové donace Zikmundovi, Martinovu synovi z Ploského, kapitánovi bratislavského hradu, všechny majetky jeho rodiny, pocházející od předka Buduna. V listině se vyjmenovávají příslušnosti hradu Makovica, resp. Bodonvara - "in castro Makovycza alio nomine Bodonwara vocato in Comité de Sarus situatie".
Je však otázkou, zda by byla královská kancelář označovala tyto majetky jako příslušnosti hradu po více než století po zániku. Památky hmotné kultury získané při zjišťovacím výzkumu svědčí o tom, že hrad musel existovat i později, tj. po roce 1298. Hloubkový výzkum lokality by mohl upřesnit nejen čas jejího zániku, ale i vzniku. Existuje domněnka,[zdroj?] že vznikla dříve, než to tvrdí B. Varsik, a to kolem poloviny 13. století.

## Exteriér
Hrádek byl postaven na vybíhajícím skalním podloží vystupujícím z vrchu severně nad obcí. To zajišťuje nepřístupnost lokality ze severní a západní strany. Východní a jižní strana byla chráněna mohutným příkopem vysekaným do skalního podloží. Vrch skalního bradla má téměř čtvercový půdorys o rozměrech 52 x 50 m a tvoří obytnou plochu hrádku. Ta byla na okraji pravděpodobně chráněna obvodovým opevněním. V nejvýše položené části plošiny na severní straně, nedaleko severovýchodního nároží, byla kruhová kamenná věž vystavěná z místního ryolitu. Věž s vnitřním průměrem 3,6 m a vnějším kolem 7,6 až 8 m svým kubusem částečně přesahuje okraje obvodového opevnění. Další zděné objekty v interiéru hradu pravděpodobně nebyly.

## Současný stav
Stopy po hrádku jsou na skalní plošině, na okraji níž je větší pravidelná vyvýšenina - stopa po obvodovém opevnění. Stopy po kamenné věži jsou v nejvyšší části plošiny a ještě dnes je zřetelný její kruhový půdorys. Jiné stopy po zděných objektech na plošině nejsou, ale podle dispozice předpokládáme, že na plošině byly dřevěné obytné i hospodářské objekty.

## Přístup
ŽSR Prešov-10 km, Abranovce (SAD), 14 km Zlatá Baňa (DSP). K hrádku se dostaneme po chodníku ze Zlaté Baně, odbočíme vpravo lesní cestou na vrch Makovica a odtud dále k skalnímu bradlu, na kterém stál hrad. Stezka pokračuje do obce Abranovce a dá se využít i opačná cesta.
Nejkrásnější a nejrychlejší cesta je Rácovou dolinou po lesní asfaltce až do sedla Heteť, kde najdeme zmíněnou odbočku. Zde odbočíme doleva, směrem na Pusté pole (Zlatá Baňa). Po krátkém stoupání se dostaneme na plošinu, které dominuje obrovské skalní bradlo, k jediné schůdné přístupové cestě na vrchol bradla nás přivede odbočka.

## Okolí
Zajímavosti hrady: Zbojnický hrad, Šebeš, Kapušanský hrad, Šarišský hrad.

## Zajímavosti
Při menším zjišťovacím výzkumu v roce 1974 se v areálu hradu našly neolitické keramické fragmenty (lineární a Bukovohorské) z mladší doby bronzové a středověké z 13.-14. století.
Obec Tuhrina se sice v písemných pramenech objevuje poměrně pozdě - v roce 1397 pod názvem Thwgrina, ale toto území bylo osídleno již v době Velké Moravy.